# Tanush Thopia
Tanush Thopia (in latino Tanusas Thopius; Albania, ... – 1467) è stato un nobile albanese e uno dei più stretti collaboratori di Giorgio Castriota Scanderbeg.

## Biografia
Era discendente dalla famiglia dei Thopia. Nel 1444, insieme a suo zio Andrea Thopia, ha partecipato alla fondazione della lega di Alessio, l'alleanza militare guidata da Scanderbeg. Era un comandante di fanteria della Lega di Alessio, e il suo esercito divenne famoso durante il secondo attacco a Croia.